# Tim Graham
Tim Graham, född 31 maj 1939 i Madras, är en brittisk före detta friidrottare.
Graham blev olympisk silvermedaljör på 4 x 400 meter vid sommarspelen 1964 i Tokyo.